# Cratere Dingo
Dingo  è un cratere sulla superficie di Marte.